# 230 (số)
230 (hai trăm ba mươi) là một số tự nhiên ngay sau 229 và ngay trước 231.